# Exergia
Exergia é o trabalho máximo que pode ser obtido através do processo mais adequado de um sistema que se encontre em um estado inicial até que atinja o estado final, caracterizado pelo equilíbrio termodinâmico com o ambiente. Essa grandeza pode ser definida também como potencial máximo de trabalho de uma substância ou trabalho mínimo para fazer o sistema sair do estado morto.
O termo foi definido por Zoran Rant, chamando de “exergia” a parte da energia disponível para produzir trabalho útil e de “anergia” a quantidade de energia não disponível para o mesmo fim. Ao contrário da energia, a exergia não pode ser conservada, já que é destruída por processos irreversíveis em razão do aumento de entropia.
A exergia se torna uma propriedade de combinação entre o sistema e o ambiente, uma vez definida como o trabalho máximo que um sistema pode desenvolver para chegar ao equilíbrio térmico, mecânico e químico com o ambiente. Dessa forma, uma vez que se define o ambiente, a exergia pode ser considerada propriedade do sistema.
Historicamente, exergia foi o primeiro conceito a começar a ser proposta na termodinâmica, quando Carnot afirmou que “para transformar calor em energia cinética, utiliza-se uma máquina térmica, porém esta não é 100% eficiente na conversão”. A partir de seus trabalhos, a Segunda Lei da Termodinâmica foi definida. Após Carnot, outro físico de grande importância na definição de exergia foi Gibbs, que conceituou energia disponível como a propriedade que mede a capacidade de causar mudanças devido ao desequilíbrio com o ambiente de certa substância.

## Tipos de Exergia
Matematicamente, a exergia pode ser representada pela letra B, e é definida pela soma dos quatro tipos de exergia existentes: potencial, cinética, física e química.
{\displaystyle B=B_{P}+B_{C}+B_{F}+B_{Q}}

### Exergia Potencial
A energia potencial, por ser uma forma de energia mecânica, se transforma completamente em trabalho e, portanto, é igual a energia potencial.
{\displaystyle B_{P}=m.g.h}
Onde m = massa, h = elevação e g = 9,81 m/s² (ao nível do mar).

### Exergia Cinética
Assim como a energia potencial, a energia cinética é uma forma de energia mecânica. Dessa forma, a exergia cinética é igual a energia cinética.
{\displaystyle B_{C}={\frac {mv^{2}}{2}}~}
Onde m = massa e v = velocidade.

### Exergia Física
Também pode ser chamada de exergia termomecânica, e é definida como o trabalho máximo obtido quando uma dada substância é levada a atingir o equilíbrio termomecânico com o ambiente.
{\displaystyle B_{F}=\Delta U+P_{o}\Delta V-T_{o}\Delta S}
Onde U = energia cinética, P = pressão, V = volume, T = temperatura e S = entropia.

### Exergia Química
Exergia química é a máxima quantidade de trabalho que é obtida quando uma dada substância é trazida do estado natural por processos envolvendo transferência de calor e troca de matéria com o ambiente.
{\displaystyle B_{Q}=Q.\left(1-{\frac {To}{T}}\right)}
Onde Q = calor e T = temperatura.

## Aplicações
Uma das principais aplicações é a análise exergética a nivel do processo e componente. Esta permite identificar, localizar e quantificar as principais causas das irreversibilidades termodinâmicas de um sistema ou processo, por meio do estudo da destruição e eficiência exergéticas. Sendo a exergía a parte disponível da energía utilizada para produzir trabalho útil, esta representa uma poderosa ferramenta para determinar tanto as potenciais melhorias e optimização de processos, quanto os impactos ambientais e a sua mitigação (ao ser uma medida do desequilíbrio  com o meio ambiente). A termoeconomia, uma área que combina a análise exergética com a análise económica é uma disciplina recentemente adotada para determinar os custos exergéticos que se derivam da produção de diferentes productos em plantas de cogeração, trigeração e poligeração 